# Frère Daniel
Daniel de Montmollin (Frère Daniel) (* 27. August 1921 in Saint-Aubin, Kanton Neuenburg, Schweiz) ist Gründungsmitglied der ökumenischen Communauté de Taizé. Er ist Keramiker, Dichter und Philosoph. Bekannt ist er vor allem für seine Keramik, insbesondere seine Pionierarbeit im Bereich des Steinzeugs und der Glasuren aus Pflanzenasche. Seine literarische und philosophische Arbeit beschäftigt sich mit dem Grenzbereich zwischen Natur, Kunst und Wissenschaft.
Seine Arbeit hat die Keramik des 20. Jahrhunderts im französischsprachigen Raum wesentlich geprägt.

## Leben

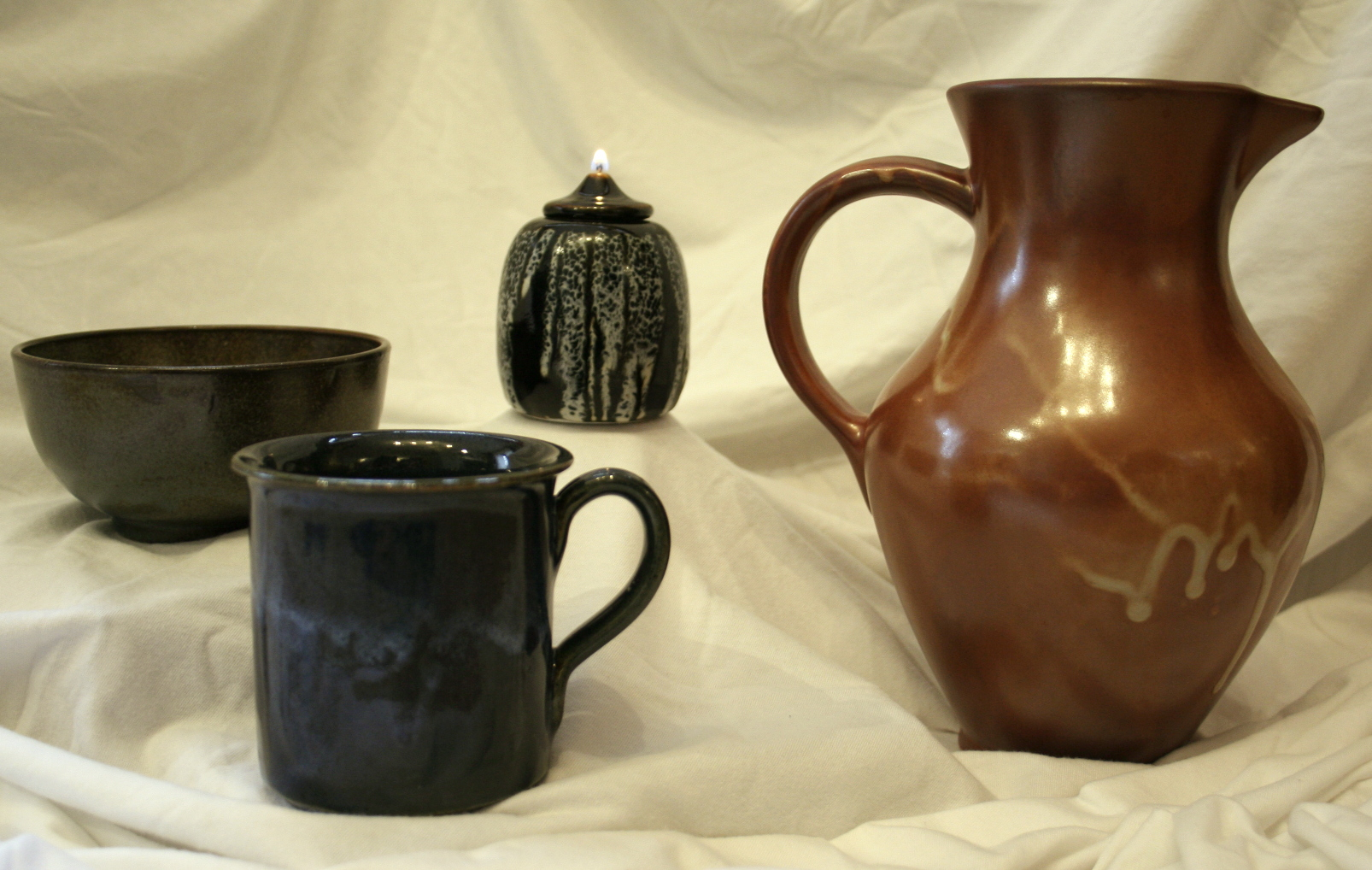
Steinzeug aus der Werkstatt in Taizé mit den von Daniel de Montmollin entwickelten Glasuren

1942 schloss de Montmollin sich der im Entstehen begriffenen Communauté de Taizé an. Vier Jahre darauf schloss er sein Theologiestudium ab.
1949 begegnete er erstmals zufällig dem Töpferhandwerk in der Werkstatt Alex Kostandas in Cluny. Dieser erteilte ihm eine kurze Einführung in die Arbeit mit der Töpferscheibe. 1952 begegnete de Montmollin auch Philipe Lambercy. Dieser lehrte ihn die Berechnung von Glasuren. Das war der Beginn einer langjährigen gemeinsamen Reflexion über die Grundlagen des Töpferhandwerks. Vier Jahre nach dieser Begegnung wechselte de Montmollin von der Fayence zum Steinzeug. Antoine de Vinck zeigt ihm seine französische Übersetzung des «A Potter’s Book» von Bernard Leach.
Er lebt seit ca. 2020 nicht mehr in Taize, wird aber von der Gemeinschaft versorgt. Seine Werke und Schriften wurden aus der Ausstellung (Exposition) in Taize entfernt.

## Veröffentlichungen
De Montmollins erste Veröffentlichung erschien als Le Poème Céramique (Keramik-Gedicht), unter dem Titel «La Poterie» (Die Töpferei), Éditions Robert Morel, in der auch die Célébration de la Pierre (Fest des Steins) erschien. Ein weiteres Werk veröffentlichte er 1967 mit Le Chant de la Huppe (Das Lied des Wiedehopfes) in den Presses de Taizé. Dort wurde 1973 auch Par l’Eau et le Feu – un itinéraire de potier (Aus Wasser und Feuer – der Weg eines Töpfers) verlegt. Ein Jahr darauf wurde sein Poème Céramique (Keramik-Gedicht) neu aufgelegt, und 1976 entstand L’Art de Cendres – émaux de grès et cendres végétales (Die Kunst der Asche – Steinzeugglasuren und Pflanzenasche) in den Presses de Taizé.
Im Jahr 1987 erschien Steinzeugglasuren in der Revue de la Céramique et du Verre (Zeitschrift für Keramik und Glas), 1990 veröffentlichte er Le Secret partagé (Das offenbarte Geheimnis), dem mit dem Eloge de l’Emprinte ein weiterer Beitrag in der Revue de la Céramique et du Verre 1993 (Zeitschrift für Keramik und Glas) folgte.
Ein weiteres Werk brachte de Montmollin 1996 mit Le Chapeau du Diable (Der Hut des Teufels) im Centre Jurassien du Patrimoine heraus.
Im neuen Jahrtausend veröffentlichte der Schweizer La face cachée de la terre (Das versteckte Gesicht der Erde) 2004 und ein Jahr darauf Le Saut de la Carpe (Der Sprung des Karpfens).

## Wichtige Ausstellungen
De Montmollins erste wichtige Ausstellung fand 1964 über Zeitgenössische Töpfermeister im Château de Ratilly statt.
Im Musée des Arts Décoratifs zu Paris folgte 1980 eine Schau über Kunsthandwerke.
Ebenfalls in Frankreich, in Sèvres im nationalen Keramikmuseum, präsentierte er eine Ausstellung fünf zeitgenössischer Keramiker: Bayle, Ben Lisa, Champy, Girel, de Montmollin. Terres de France war eine Ausstellung in den Niederlanden 1986. Seine Ausstellung Ost-West führte der Montmollin auch nach Seoul in Südkorea. Ebenfalls bedeutend: Das Europa der Keramiker im Centre culturel de l’Yonne in Auxerre. In der Zeit von 1980 bis 1998 hatte de Montmollin auch regelmässige Einzelausstellungen in der Galerie Artisanat Réalité in Paris.
Im neuen Jahrtausend stellte der Schweizer im Musée de Sarreguemines (Saargemünd) in Lothringen, in Troyes 2003 über zeitgenössische europäische Keramik, im Jahr darauf in Toucyin der ehemaligen Post und 2005 in der Galerie Geneviève Godard in Lille aus. 2006 zeigte er eine Retrospektive und Werkschau zu seinen Werken unter dem Titel «Werdegang einer Werkstatt» im Musée du Florival in Guebwiller im Elsass. Im selben Jahr besuchte de Montmollin auch die HWK Düsseldorf in Deutschland.